# Catacombe van Via Anapo

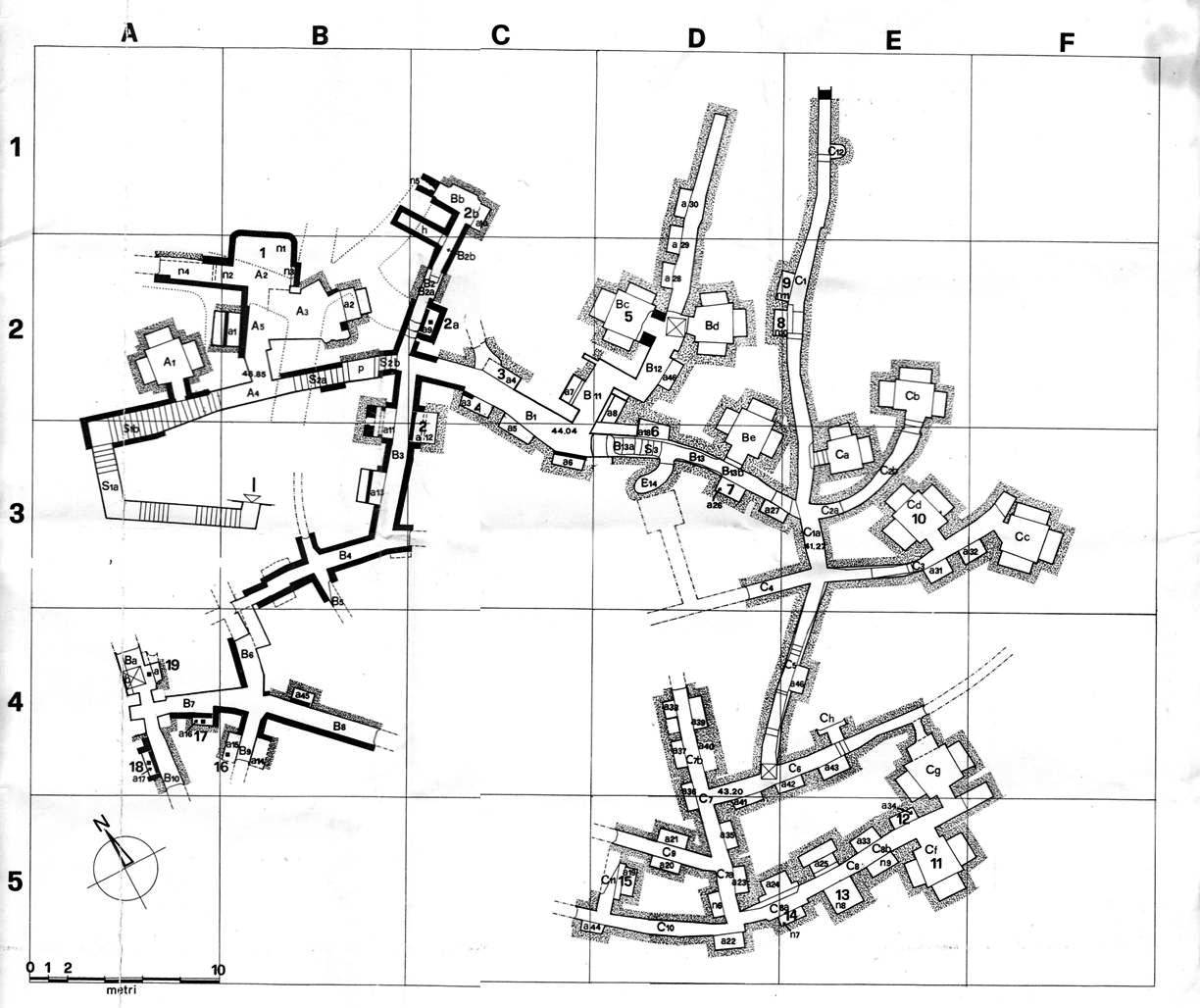
Kaart van de Catacombe van Via Anapo

De Catacombe van Via Anapo (Italiaans: Catacombe di via Anapo) is een van de catacombecomplexen in de Italiaanse stad Rome. De catacombe ligt aan Via Salaria ten noorden van de door de Aureliaanse Muur omgeven stadskern.

## Geschiedenis
De catacombe dateert uit de 3e-4e eeuw.
Op 31 mei 1578 werd de catacombe ontdekt toen enkele arbeiders die hier puzzolaan aan het delven waren, getuige waren van een aardverschuiving en zo deze begraafplaats ontdekten. De catacombe is rijk aan schilderingen, inscripties en fragmenten van sarcofagen. Er werd hier echter geen lichamen gevonden, waarschijnlijk als gevolg van de overbrenging van de doden van de catacomben naar de begraafplaatsen in de 9e eeuw. Het werd al snel een bestemming voor pelgrims, humanisten en Oratorianen.